# Herbert Grohmann (Gebrauchsgrafiker)
Herbert Grohmann (* 13. Oktober 1929 in Reichenberg) ist ein deutscher Gebrauchsgrafiker.

## Leben und Werk
Grohmann absolvierte in Reichenberg die Schule. Seine Familie wurde in der Folge des Zweiten Weltkriegs aus der Tschechoslowakei vertrieben und kam in die Sowjetische Besatzungszone. Nach der Entlassung aus der Kriegsgefangenschaft arbeitete Grohmann in der Landwirtschaft und machte ab 1947 eine Lehre als Dekorationsmaler. Von 1950 bis 1955 studierte er an der späteren Kunsthochschule Berlin-Weißensee bei Klaus Wittkugel Gebrauchsgrafik. Danach arbeitet er als Gebrauchsgrafiker freischaffend. In dieser Zeit entwarf er u. a. eine Anzahl von Plakaten, die häufig politische Themen betrafen. 1958 war er mit den Entwürfen zu drei Plakaten auf der Vierten Deutschen Kunstausstellung in Dresden vertreten. Er beteiligte sich ab 1956 an Ausschreibungen der Deutschen Post für die Gestaltung von Briefmarken und Ersttagsbriefen.
Von 1960 bis 1962 war Grohmann Werbeleiter des VEB LEW Hennigsdorf, bis 1966 beim Volkswirtschaftsrat der DDR wissenschaftlicher Mitarbeiter für Industriepropaganda und Sekretär der Sektion Werbung und danach Leiter der Abteilung Gestaltung und Projektierung in der zentralen Leitung der DEWAG in Berlin.
Als Mitglied eines Kollektivs wurde er mit dem Orden Banner der Arbeit II. Klasse geehrt.
Grohmann lebte 1990 in Hennigsdorf.

## Edierte Briefmarken und Ersttagsbriefe
- Sparwochen (1957, zwei Marken und Ersttagsbrief)[4]

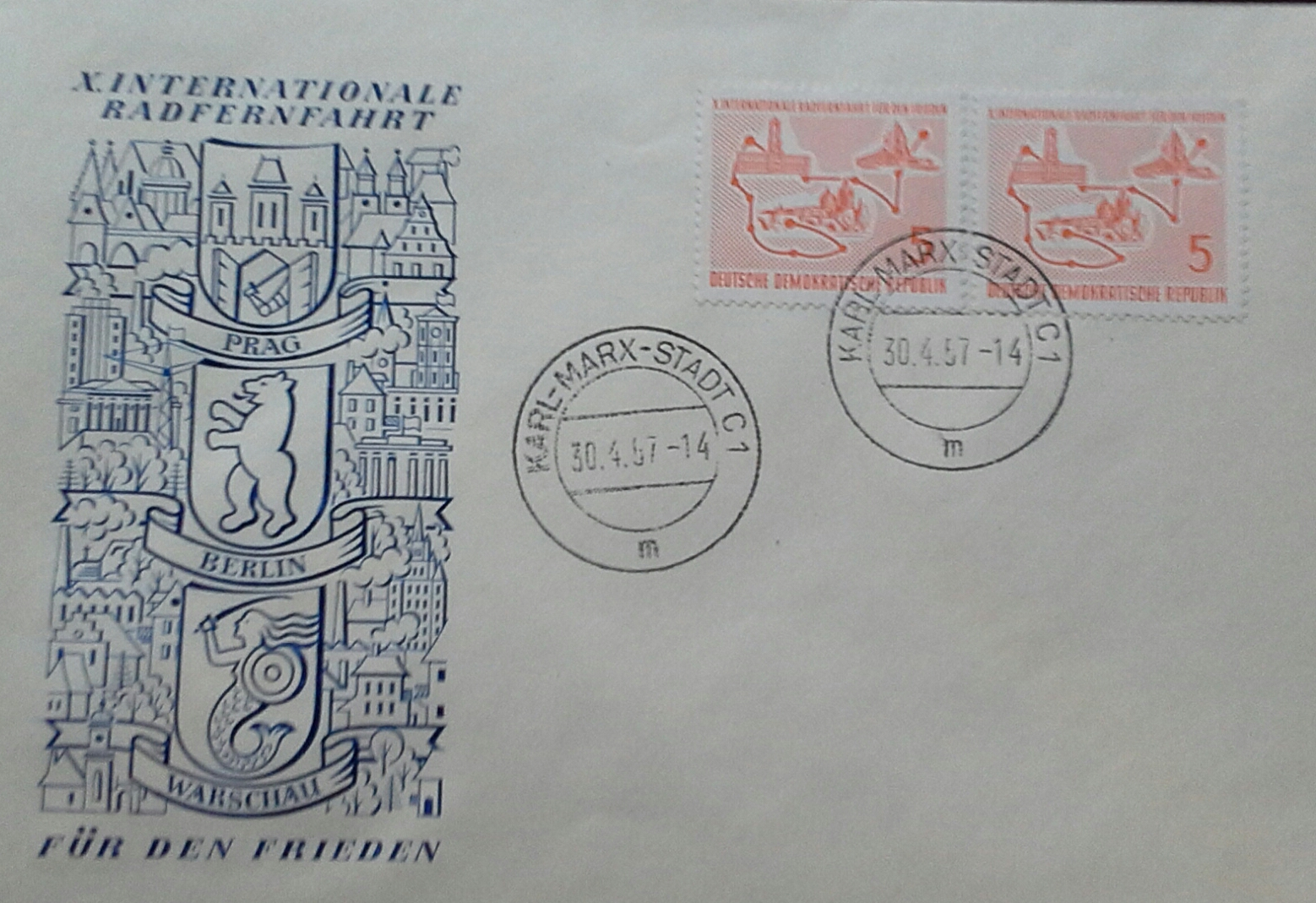
Von Grohmann gestalteter Ersttagsbrief

- Von Grohmann gestalteter ErsttagsbriefX. Internationale Radfernfahrt für den Frieden (1957, Ersttagsbrief)